# Massacro dell'autobus 37 ad Haifa
Il massacro dell'autobus 37 ad Haifa fu un attacco terroristico perpetrato da un componente dell'organizzazione palestinese Hamas contro l'autobus della linea 37 ad Haifa, in Israele, il 5 marzo 2003.

## L'attentato
L'attentato fu commesso da un attentatore suicida salito a Hebron che fece detonare la carica esplosiva che si era collocato sotto gli abiti su un autobus che trasportava numerosi ragazzi e adolescenti che si recavano a scuola. L'autobus esplose lungo il viale Moriah, nelle vicinanze di Carmeliya, a Haifa. Diciassette persone furono uccise e altre 53 vennero ferite. La polizia rivelò che la bomba, fissata con cinghie al corpo dell'attentatore, era stata imbottita di frammenti metallici per ampliare gli effetti mortali dell'esplosione.

### Vittime
| - Miriam Atar, 27 anni, di Haifa - Anatoly Biryakov, 20 anni, di Haifa - Smadar Firstatter, 17 anni, di Haifa - Daniel Harush, 16 anni, di Safed - Motti Hershko, 41 anni, di Haifa - Tom Hershko, 16 anni, di Haifa - Meital Katav, 20 anni, di Haifa - Elizabeth (Liz) Katzman, 17 anni, di Haifa - Tal Kehrmann, 17 anni, di Haifa | - Kmer Abu Khamed, 12 anni, di Daliyat al Karmel - St.-Sgt. Eliyahu Laham, 22 anni, di Haifa - Abigail Litle, 14 anni, di Haifa - Yuval Mendelevitch, 13 anni, di Haifa - Be'eri Ovad, 21 anni, di Rosh Pina - Moran Shushan, 20 anni, di Haifa - Mark Takash, 54 anni, di Haifa - Asaf Tzur, 16 anni, di Haifa |

## Conseguenze
Alcuni portavoce di Hamas e del Movimento per il Jihad Islamico in Palestina rivendicarono l'attentato. «Non fermeremo la resistenza», proclamò ʿAbd al-ʿAzīz al-Rantīssī di Hamas. "Non abbiamo intenzione di rinunciare di fronte all'uccisione quotidiana di palestinesi."

### Rilascio degli ideatori dell'attentato
Il 18 ottobre 2011 Israele rilasciò tre persone incarcerate per aver pianificato l'attacco: Maedh Waal Taleb Abu Sharakh -condannato a 19 anni-, Majdi Muhammad Ahmed Amr -condannato a 19 anni- e Fadi Muhammad Ibrahim al-Jaaba -condannato a 18 anni-, nel quadro dello scambio col militare israeliano Gilad Shalit, tenuto prigioniero in Libano.